# Olivier Allamand
Pour les articles homonymes, voir Allamand.
Olivier Allamand, né le 31 juillet 1969 à La Tronche, est un champion de ski acrobatique français.
Deuxième au classement général de la Coupe du monde en 1990, il remporte la médaille d'argent dans l'épreuve des bosses aux Jeux olympiques d'Albertville en 1992.
Les ligaments croisés déchirés depuis 1990, il doit prendre une retraite forcée en 1994. Depuis, il s'est reconverti dans la vente d'équipements sportifs à La Plagne.